# Ruitarō Fujita
Ruitarō Fujita (藤田 類太郎?, Fujita Ruitarō; Prefettura di Ehime, 27 ottobre 1887 – 15 aprile 1947) è stato un ammiraglio giapponese, attivo durante la seconda guerra mondiale.
Entrò nella Marina imperiale nel 1910 e si specializzò in naviglio silurante dopo aver completato il percorso accademico iniziale al Collegio navale di Tokyo. Maturò una vasta esperienza nell'ambito di torpediniere e cacciatorpediniere, controllando l'allestimento finale di due unità (Shiokaze, Nadakaze) e servendo anche come capo ai tubi lanciasiluri sulla seconda nave. Alla fine del 1921, con il grado di tenente di vascello, ebbe il comando della vecchia torpediniera Fubuki; da allora e per tutto il resto degli anni venti comandò una decina di cacciatorpediniere di vario tipo, arrivando nel 1929 (capitano di fregata) al comando del moderno cacciatorpediniere Shikinami. Alla fine del 1931 fu posto a capo della 28ª Divisione cacciatorpediniere e subito dopo divenne capitano di vascello: nel corso del decennio ebbe il controllo di tre altre divisioni prima di divenire capitano dell'incrociatore leggero Abukuma (1935) e poi, a fine 1936, di quello pesante Myoko, con il quale partecipò alla seconda guerra sino-giapponese. Fu anche comandante della nave da battaglia Fuso e, poi, della 3ª Squadriglia cacciatorpediniere. Ufficiale dunque di notevole esperienza in mare, fu promosso contrammiraglio nel 1939 e, nel settembre 1941, ebbe il comando dell'11ª Divisione portaidrovolanti, composta da due unità. Con questo reparto fornì appoggio aereo a varie operazioni anfibie nelle Filippine e nelle Indie orientali olandesi tra il dicembre 1941 e il marzo 1942; infine, nell'aprile dello stesso anno, fu incaricato dell'occupazione della Nuova Guinea olandese che portò a termine con rapidità. Dopo essere stato presente alla battaglia delle Midway (4-6 giugno 1942), in luglio fu nominato comandante della 7ª Forza speciale ausiliaria, che nel 1943 combatté in Nuova Guinea: nella zona di Lae-Salamaua Fujita ordinò l'esecuzione di due aviatori australiani, che avvenne a fine marzo. Rimpatriato, nel novembre 1943 fu destinato al teatro di guerra cinese come comandante della Forza speciale di difesa "Tsingtao". Nell'aprile 1945 fu trasferito a capo della 2ª Flotta di spedizione in Cina e, il 30 agosto, sottoscrisse la resa di tutte le forze giapponesi stanziate sulle coste meridionali. Morì meno di due anni dopo per insufficienza renale, prima di poter essere processato.

## Biografia

### Inizio della carriera e anni dieci
Ruitarō Fujita nacque nella prefettura di Ehime il 27 ottobre 1887. In giovane età s'iscrisse all'Accademia navale di Etajima, studiò nella 38ª classe e per i suoi meriti fu nominato Cavaliere di IV Classe dell'Ordine del Nibbio d'oro. Si diplomò il 18 luglio 1910, ottantasettesimo su 149 allievi, ottenne il brevetto di aspirante guardiamarina e fu imbarcato sull'incrociatore corazzato Asama: su questa unità effettuò la crociera d'addestramento all'estero. Continuò a prendere dimestichezza con navi da guerra passando a bordo dell'incrociatore corazzato Nisshin, l'11 marzo 1911, sul quale ebbe riconosciuta la qualifica di guardiamarina il 1º dicembre. Il 9 agosto 1912 iniziò il Corso base alla Scuola d'artiglieria navale di Yokosuka, della durata di quattro mesi; il 20 dicembre dello stesso anno intraprese dunque il Corso base alla vicina Scuola siluristi. Il 25 maggio 1913 fu imbarcato sulla obsoleta nave da battaglia Hizen, catturata nel corso della guerra russo-giapponese, e il 1º dicembre avanzò nuovamente di grado divenendo sottotenente di vascello. Il 23 marzo 1914 fu trasferito al Matsukaze, un cacciatorpediniere di terza classe (qualcosa di assimilabile alla torpediniera) sul quale rimase un anno e successivamente, il 17 marzo 1915, transitò all'incrociatore da battaglia Kirishima da poco in servizio. Il 1º agosto 1916 fu imbarcato sull'incrociatore protetto Chitose, che vide limitato servizio nella prima guerra mondiale; infine fu integrato nell'equipaggio della piccola cannoniera Sumida (16 agosto 1917) prima di essere inviato, il 10 ottobre dello stesso anno, nel 3º Distretto navale con quartier generale a Sasebo: qui ebbe un veloce addestramento terrestre. Il 1º dicembre 1917, in concomitanza con la nomina a tenente di vascello, intraprese gli studi del Corso B al prestigioso Collegio navale di Tokyo, che si occupava di formare competenti ufficiali di stato maggiore. Completò il corso in quattro mesi circa ma non proseguì con il più impegnativo Corso A. Invece, il 15 aprile 1918, cominciò il Corso avanzato alla Scuola siluristi e il 1º dicembre terminò la sua specializzazione; lo stesso giorno fu assegnato al cacciatorpediniere di seconda classe Kiri. Il 1º dicembre 1919 passò a bordo della nave sorella Kusunoki.

### Gli anni venti e trenta

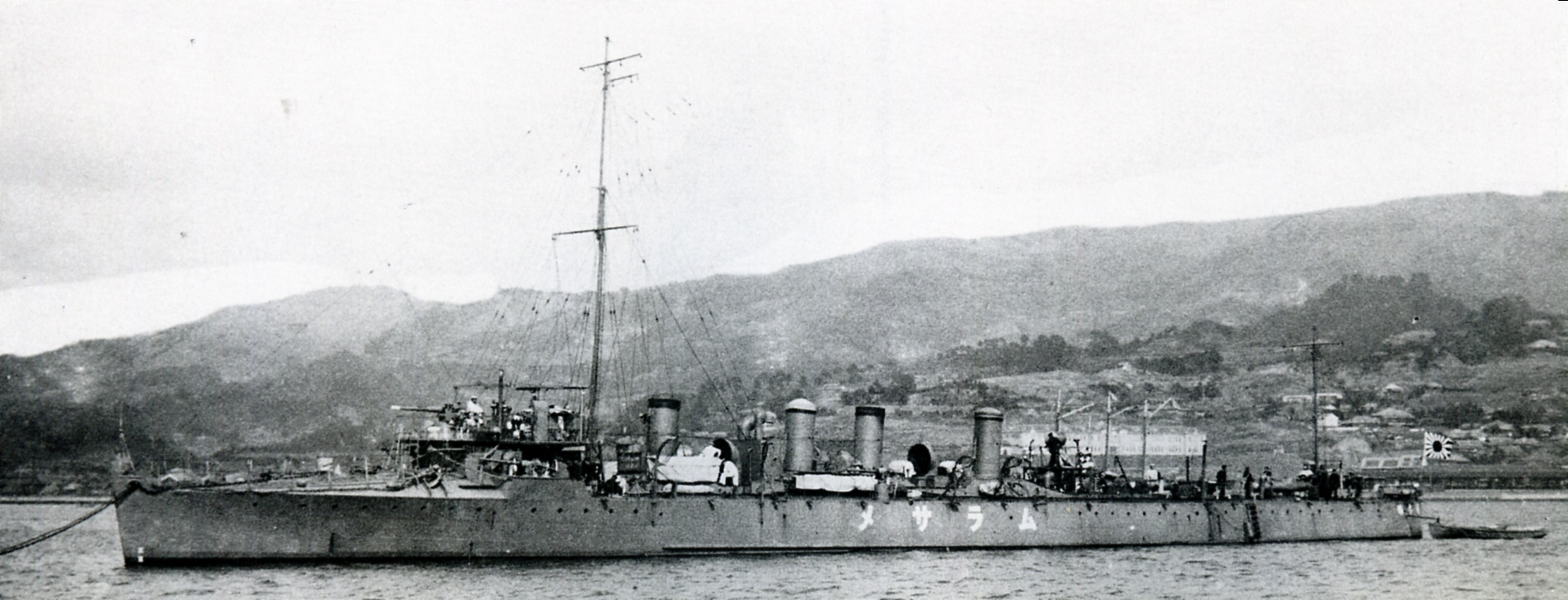
La torpediniera Fubuki fu, per Fujita, la prima esperienza di comando

Il 25 ottobre 1920 Fujita scese dal Kusunoki a Maizuru, dove sovrintese all'allestimento finale del cacciatorpediniere Shiokaze, acquisendo così esperienza su dati e tecniche costruttive; un mese più tardi fu dunque integrato nel personale del 4º Distretto navale, avente a Maizuru il suo comando. Il 10 gennaio 1921 fu incaricato di supervisionare il completamento del cacciatorpediniere Nadakaze e il 29 vi salì a bordo in qualità di ufficiale capo addetto ai tubi lanciasiluri, partecipando alle esercitazioni di messa a punto dell'unità. Il 1º novembre dello stesso anno fu investito del suo primo comando, la vecchia torpediniera Fubuki risalente al 1905, e contemporaneamente divenne anche istruttore alla Scuola siluristi, posto che mantenne sino al 20 luglio 1922. Il 1º dicembre fu posto alla testa dell'obsolescente torpediniera Ushio e, dal 20 novembre 1923, assunse il comando pro tempore del cacciatorpediniere di seconda classe Nashi che gli fu confermato il 1º dicembre seguente: quel giorno ebbe anche la promozione a capitano di corvetta. Il 20 agosto 1924, continuando il servizio su naviglio silurante, assunse il comando del cacciatorpediniere di seconda classe Fuji e il 1º febbraio passò a guidare il pari categoria Enoki. Con tali navi Fujita operò lungo le coste giapponesi e nelle acque nazionali, essendo di dislocamento contenuto e inadatte a navigare nell'oceano. Il 1º novembre 1926 egli tornò a compiti a terra a Kure, sede del 2º Distretto navale, ma appena un mese più tardi prese il comando del cacciatorpediniere di seconda classe Wakatake e anzi, dal 20 gennaio 1927, si divise tra questo e il pari classe Sawarabi; il 20 giugno lasciò entrambe le unità per divenire capitano del Sumire, poi del cacciatorpediniere di squadra Yunagi (a partire dal 1º dicembre) e infine dello Shimakaze il 10 dicembre 1928; quel giorno fu nominato anche capitano di fregata. Forte ormai di una decennale esperienza su cacciatorpediniere di qualsiasi tipo, Fujita fu assegnato il 5 settembre 1929 al moderno Shikinami, esemplare della rivoluzionaria classe Fubuki. Si occupò della fase costruttiva finale e ne divenne comandante il 1º novembre, conducendo le prove in mare prima dell'effettiva entrata in servizio con la Marina imperiale giapponese. Con lo Shikinami condusse varie crociere nelle acque cinesi.
Il 1º dicembre 1931 Fujita ottenne il comando della 28ª Divisione cacciatorpediniere, composta da vecchie unità; proseguì divenendo capitano della 27ª Divisione (1º dicembre 1932) e poi della 29ª Divisione (1º novembre 1933), che riuniva gli ultimi quattro esemplari della classe Kamikaze: due settimane dopo l'acquisizione di quest'ultimo incarico fu portato al rango di capitano di vascello. Il 15 novembre 1934 transitò alla testa della 20ª Divisione, costituita da quattro unità tipo Fubuki con le quali partecipò alle esercitazioni della Flotta Combinata e a pattugliamenti del litorale cinese. Il 15 novembre 1935 prese il comando, per la prima volta, di un incrociatore, quello leggero Abukuma; lasciò la nave solo il 1º dicembre 1936, divenendo comandante dell'incrociatore pesante Myoko. Nel luglio 1937, dopo l'incidente del ponte di Marco Polo, le tensioni sino-giapponesi sfociarono in una guerra vasta ma non dichiarata: Fujita ebbe ordine, a metà agosto, di imbarcare il comando della 5ª Brigata fanteria e la 5ª Compagnia del 68º Reggimento fanteria presso Nagoya. Qui si unì ad altri incrociatori (pure essi carichi di uomini) e otto cacciatorpediniere, squadra che si presentò il 21 alla foce del Fiume Azzurro dove le truppe furono sbarcate senza difficoltà. Il 25 aprile 1938, dopo altre operazioni nel Mar Cinese Orientale, Fujita ebbe il comando della nave da battaglia rimodernata Fuso; il 5 novembre dello stesso, comunque, nuove disposizioni lo destinarono al servizio a terra nel personale del 1º Distretto navale (Yokosuka) e, dieci giorni più tardi, fu messo a capo del Corpo marinai dell'arsenale. Il 15 dicembre 1939 ricevette i gradi di contrammiraglio e fu messo a disposizione dello stato maggiore della Marina imperiale.

### La seconda guerra mondiale

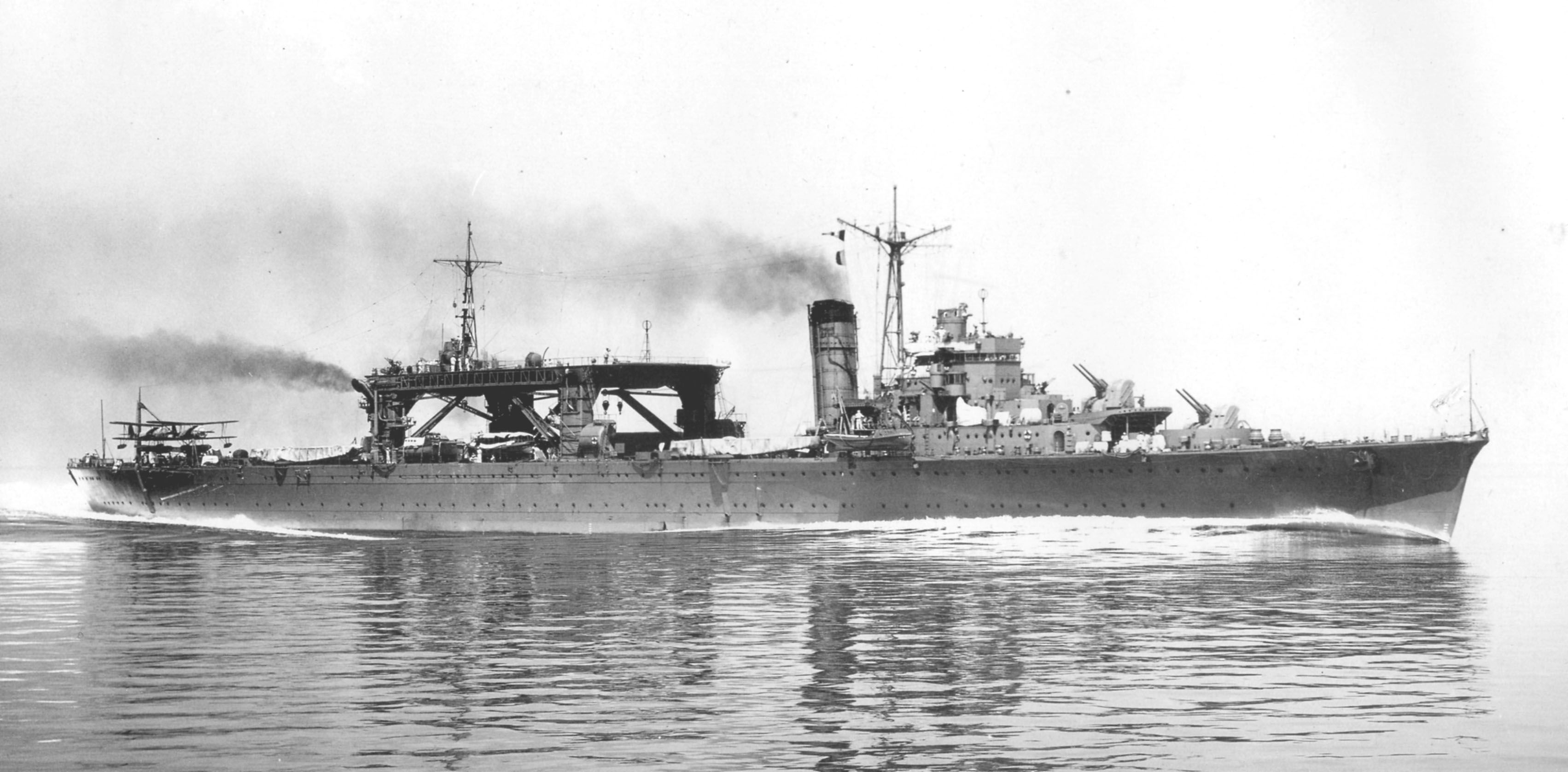
La portaidrovolanti Chitose, nave ammiraglia di Fujita tra settembre 1941 e giugno 1942

Il 1º maggio 1940 Fujita tornò in mare al comando della 3ª Squadriglia cacciatorpediniere, costituita da varie divisioni e che fu inviata nel teatro di guerra cinese. Il 1º settembre 1941, per quanto non avesse alcuna preparazione in fatto di aviazione navale, fu messo a capo dell'11ª Divisione portaidrovolanti. La divisione contava la Chitose e la Mizuho e si trovava alle dirette dipendenze della Flotta combinata dell'ammiraglio Isoroku Yamamoto: in vista delle imminenti operazioni contro gli occidentali, però, fu riassegnata alla 3ª Flotta del viceammiraglio Ibō Takahashi, incaricata di appoggiare l'assalto alle Filippine e quindi di conquistare la porzione di Indie orientali olandesi a est del Borneo. In contemporanea all'attacco di Pearl Harbor le flotte giapponesi, forti di una netta superiorità aerea, cominciarono a sbarcare truppe nel Sud-est asiatico; il 14 dicembre Fujita, inquadrato nella "4ª Forza d'attacco a sorpresa" (distaccamento della 3ª Flotta) coprì con i propri idrovolanti il facile approdo a Legaspi, sulla costa sud-orientale di Luzon, di un reggimento e di un reparto delle Kaigun Tokubetsu Rikusentai. Rimase nella zona sino alla fine del mese, quando la sua divisione ebbe la responsabilità dell'appoggio aereo per la campagna di Celebes volta a conquistare i porti e le piste aeree di Manado, Kendari e Makassar. Al momento della partenza da Davao aggiunse il pattugliatore 39-gō ("Numero 39") a fianco delle portaidrovolanti e quindi seguì il convoglio d'invasione per Manado, fortemente scortato. Difesi da 1 500 olandesi male armati e pochi velivoli, la cittadina e il porto caddero tra l'11 e il 13 gennaio 1942. Subito dopo Fujita integrò anche il pattugliatore 34-gō e il 21 gennaio 1942 lasciò Bangka per Kendari, dove avvennero sbarchi il 23; ebbe provvisoriamente sotto il suo controllo anche la 2ª Divisione portaerei (Soryu, Hiryu) reduce da Pearl Harbor, ma l'opposizione nemica fu simbolica e già il 24 Kendari con il suo aeroporto era stata occupata. L'avanzata nelle Indie olandesi era stata più rapida del previsto e quindi già il 29 gennaio Fujita ebbe ordine di supportare lo sbarco sull'isola di Ambon, che dal 24 gennaio subiva bombardamenti aerei operati anche dall'11ª Divisione portaidrovolanti. Il 31 Fujita si ancorò poco al largo di Ceram e provvide alla copertura aerea all'operazione, conclusasi con successo il 3 febbraio. A inizio febbraio tornò a Kendari e passò agli ordini del contrammiraglio Kyūji Kubo, cui assicurò appoggio aereo per lo sbarco a Makassar (6 febbraio) con una terza portaidrovolanti, la Sanuki Maru, che rimpiazzò uno dei pattugliatori. Nella seconda metà di febbraio Fujita si spostò con la sua divisione a Balikpapan e contribuì ai bombardamenti sulle installazioni di Soerabaja; dal 28 febbraio coadiuvò le truppe sbarcate presso la baia di Banten e a Batavia, continuando a sostenerne le azioni fino alla completa conquista dell'isola il 9 marzo. Il 15 marzo, appena arrivato a Makassar, ebbe l'ordine di condurre l'operazione N, la conquista della Nuova Guinea olandese.

Svolgimento schematico della conquista giapponese delle Indie olandesi: al centro Celebes, con le date di attacco ai suoi centri principali

Fujita radunò la forza di spedizione in una baia di Ambon: il nucleo centrale era formato dalla Chitose, sua ammiraglia, e dall'incrociatore leggero Kinu; la squadra di supporto comprendeva due cacciatorpediniere, due torpediniere, quattro pattugliatori, tre cacciasommergibili; la forza da sbarco, infine, era caricata a bordo di tre cannoniere e due trasporti. Fujita salpò il 29 marzo e iniziò a far approdare le truppe a Fak Fak sulla costa sud-occidentale della penisola di Vogelkopf, quindi proseguì in senso orario e occupò vari villaggi e basi sino ad arrivare a Hollandia, il 19 aprile 1942. L'operazione non aveva incontrato pressoché alcuna opposizione e due giorni dopo la formazione di Fujita fu sciolta. Egli fece ritorno con l'11ª Divisione portaidrovolanti in Giappone rimpiazzando la Mizuho, silurata da un sommergibile, con la Kamikawa Maru; verso la fine di maggio Fujita si portò a Saipan per aggregarsi alla 2ª Flotta del viceammiraglio Nobutake Kondō, mobilitata con altre potenti squadre per combattere una battaglia decisiva presso l'atollo di Midway. Nel dettaglio, Fujita fu assegnato al gruppo d'invasione per l'atollo, che rispondeva agli ordini del contrammiraglio Raizō Tanaka, e rinforzò la divisione con un cacciatorpediniere e un pattugliatore. Il complesso piano steso da Yamamoto prevedeva che Fujita occupasse, con un reparto di fanteria a bordo del pattugliatore, il piccolo atollo di Kure 60 miglia a nord-ovest di Midway, e da lì sostenesse dal cielo lo sbarco a Midway previsto per il 7 giugno: per il compito disponeva di ventiquattro idrocaccia e otto ricognitori. L'andamento imprevisto della battaglia delle Midway e la perdita finale di quattro portaerei della flotta del viceammiraglio Chūichi Nagumo, però, portarono alla sospensione del piano; quindi, il 6 giugno, Yamamoto ordinò il ripiegamento generale. Fujita fece tappa all'Isola di Wake con la 5ª Divisione incrociatori pesanti e alcuni cacciatorpediniere prima di procedere sino a Kure, dove lasciò il comando dell'11ª Divisione dopo aver ricevuto ordine di portarsi al 1º Distretto navale (Yokosuka) il 20 giugno. Il 14 luglio fu posto alla testa della 7ª Forza speciale ausiliaria per il presidio delle basi. Questa unità era prevalentemente composta da fanteria di marina e fu trasferita in un momento imprecisato sul difficile fronte della Nuova Guinea, dove Fujita pose il proprio quartier generale a Lae. Alla fine del marzo 1943 gli furono consegnati due piloti australiani, John Lyon e Bill Newton, catturati dall'esercito dopo che i loro velivoli erano stati abbattuti; una volta interrogati dal capo di stato maggiore di Fujita, capitano di fregata Senmei Muchaku, il contrammiraglio ne decise l'uccisione. Le esecuzioni avvennero entrambe all'alba del 29 marzo: Lyon fu portato ai margini della pista aerea di Lae, dove attendevano Fujita, Muchaku e altri ufficiali. Bendato e con le mani legate dietro la schiena, fu fatto inginocchiare sul margine di una fossa appena scavata e trafitto tre volte dalla baionetta di due guardiamarina, preposti all'esecuzione. Lyon dava ancora segni di vita quando fu seppellito. Newton invece, che era stato inviato a Salamaua, fu spostato con un camion fino in riva al mare, preparato allo stesso modo e decapitato. Il corpo fu gettato in un vicino cratere di bomba pieno d'acqua.
Nei mesi seguenti Fujita collaborò con la 51ª Divisione fanteria del tenente generale Hidemitsu Nakano nell'edificazione di difese e nella pianificazione tattica, volte a mantenere il possesso della zona di Lae. Durante questo periodo fu inoltre informato di essere stato promosso viceammiraglio (1º maggio 1943). Gli sforzi congiunti dei due ufficiali, però, si rivelarono inefficaci, in quanto le forze australiane e statunitensi sbarcarono più a est di quanto previsto; a tale azione affiancarono il trasporto aereo di un'intera divisione a Nadzab, a nord-ovest, e un'avanzata da sud. Lae fu pertanto sempre più stretta in un accerchiamento tra luglio e settembre 1943. Il 9 settembre, appena prima della ritirata giapponese da Lae ormai indifendibile, Fujita cedette il comando della 7ª Forza speciale ausiliaria e in seguito fu riportato a Tokyo, dove rimase a disposizione dello stato maggiore generale. Il 10 novembre fu posto a capo della Forza speciale di difesa di Tsingtao, una formazione appena attivata che rispondeva agli ordini della 3ª Flotta di spedizione in Cina. Anche questo reparto era di natura per lo più terrestre e aveva compiti di vigilanza. Rimase in questo ruolo sino al 29 gennaio 1945, quando fu richiamato in patria. Per qualche mese non ebbe alcun particolare incarico e solo il 10 aprile divenne assistente presso lo stato maggiore della Flotta dell'area cinese: il 25 seguente assunse il comando di una delle unità dipendenti, la 2ª Flotta di spedizione in Cina, che disponeva di un piccolo numero di idrovolanti e di una decina di cannoniere, oltre a importanti distaccamenti di truppe ad Amoy, Canton e Hong Kong (dove si trovava il quartier generale). Erano infine presenti più di 150 battelli suicidi classe Shinyo.

### Ultimi anni e decesso

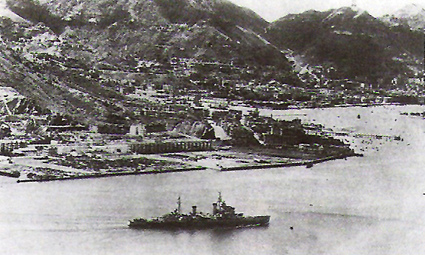
L'incrociatore leggero, ammiraglia della British Pacific Fleet, entra nella rada di Hong Kong nell'agosto 1945

Fujita rimase ai margini del conflitto, che si chiuse il 15 agosto 1945 con l'accettazione dell'ultimatum di Potsdam da parte dell'Impero giapponese. Il 29 agosto una parte della British Pacific Fleet, guidata dal contrammiraglio Cecil Harcourt, si presentò dinanzi Hong Kong e completò lo sminamento delle acque circostanti, senza nessuna reazione nipponica. Si ebbe però un incidente quando, attorno alle 12:00 del 30 agosto, un sottufficiale di uno dei tre squadroni di battelli Shinyo salpò con tre dei natanti per informare il viceammiraglio Fujita che, come da disposizioni, tutte le testate di guerra era stato disattivate e/o rimosse. Harcourt, che era penetrato nell'ancoraggio angusto dell'isola, credette fosse in corso una disperata azione giapponese e fece decollare alcuni aerei: un battello fu distrutto e un secondo s'incagliò. Chiarito l'equivoco, il 16 settembre si poté procedere con la cerimonia di resa, svoltasi nella vecchia residenza del Governatore a Hong Kong: Harcourt lesse il documento alla presenza di ufficiali statunitensi, canadesi e cinesi, quindi Fujita e il suo omologo dell'esercito, maggior generale Umekichi Okada, apposero la propria firma sedendo a un piccolo tavolo. Consegnarono dunque le rispettive katana, si inchinarono seccamente e tornarono ai loro comandi, mentre la squadra britannica sparava salve in saluto all'avvenimento. Fujita fu trattenuto per vari mesi dalle autorità britanniche e rientrò in Giappone nel 1946, dove il 7 agosto passò nella riserva ufficiali della Marina imperiale, ancora attiva per aiutare gli Alleati nella smobilitazione. Ruitarō Fujita morì il 15 aprile 1947, all'età di 59 anni, a causa di insufficienza renale cronica che lo aveva colpito da tempo. Non poté dunque essere processato per il crimine di guerra commesso in Nuova Guinea.
La spada del viceammiraglio Fujita fu portata nel Regno Unito dal contrammiraglio Harcourt e oggi è visibile al National Maritime Museum di Londra. L'arma, identificata con il numero WPN 1185, è completa del fodero in legno rivestito in pelle ed è stata prodotta nel 1942 dall'arsenale di Tenshozan.